# ぜったいバレちゃいけません!!!
『ぜったいバレちゃいけません!!!』は、水無仙丸による日本の児童文学シリーズ。角川つばさ文庫より2021年から2022年まで刊行。挿絵は双葉陽。

## あらすじ
野花かすみは、所属する演劇部でもいつも照明係を務めるようなひっそりとした小学5年生。ある日の帰り道、目の前に国民的スターである青空ハルトが落ちてきた。ハルトはなぜか、かすみのクラスに転校してきて、「正体がバレたら芸能界から即引退」となり、1か月間自身の正体をかくして学校に通うことになった。かすみはハルトを助ける「転校生のお世話係」に任命される。

## 登場人物
野花 かすみ（のばな かすみ）
主人公。ハルトを助ける「転校生のお世話係」に任命される。高いところが苦手。
朝倉 桜田（あさくら おうた） / 青空 ハルト
正体は国民的大スターの青空ハルト。
柊 シオン（ひいらぎ シオン）
学校の王子様。児童劇団に所属。
高梨 叶芽（たかなし かなめ）
かすみたちの後輩で、演劇部所属。
小松 なのは（こまつ なのは）
かすみの大親友。得意なことは絵を描くこと。
木之崎 鈴蘭（きのさき すずらん）
となりのクラスの人気者で、あだ名はスズオ。
葉月 セイラ（はづき セイラ）
学校一の美少女で、モデルの仕事もしている。
菊川 あざみ（きくかわ あざみ）
青空ハルトの大ファン。

## 既刊一覧
- 水無仙丸（著）・双葉陽（絵）『ぜったいバレちゃいけません!!!』KADOKAWA〈角川つばさ文庫〉、全6巻
  1. 「転校生は天才スター!?」2021年1月14日発売[2]、ISBN 978-4-04-632044-5
  2. 「王子とスターと演劇祭！」2021年5月12日発売[4]、ISBN 978-4-04-632045-2
  3. 「恋の季節です!? 文化祭！」2021年9月15日発売[5]、ISBN 978-4-04-632102-2
  4. 「「好き」のきもちと特別授業」2022年1月13日発売[6]、ISBN 978-4-04-632134-3
  5. 「スターなキミとお付き合い!?」2022年5月11日発売[7]、ISBN 978-4-04-632149-7
  6. 「ハッピーエンドはゆずれない！」2022年10月13日発売[3]、ISBN 978-4-04-632183-1